# Tổng Công ty Cơ khí giao thông vận tải Sài Gòn

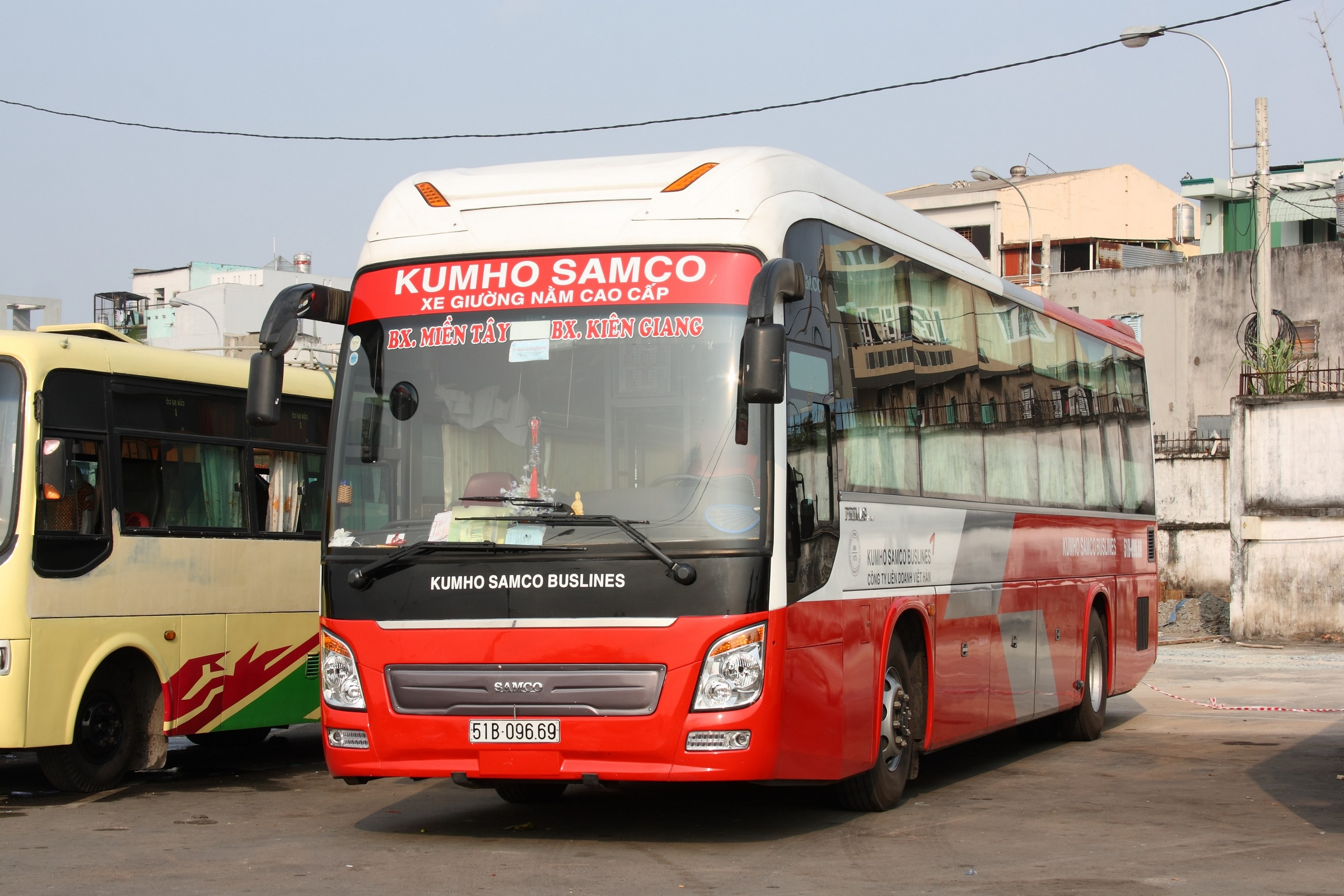
Xe giường nằm nhãn hiệu Samco

Tổng Công ty Cơ khí giao thông vận tải Sài Gòn (Sai Gon Mechanical Engineering Corporation, viết tắt là Samco) là một  nhà sản xuất ô tô, xe buýt và phụ tùng ô tô thuộc sở hữu nhà nước Việt Nam, đồng thời là nhà chế tạo thân xe thương mại và xe khẩn cấp. Công ty được thành lập vào năm 1975 với tên gọi Công xưởng Đô Thành, chuyên sản xuất các bộ phận cho phương tiện vận tải.

## Công ty con
- Kumho Samco